# Miguel de Icaza

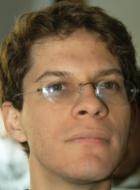
Miguel de Icaza

Miguel de Icaza (sinh 1972 tại Thành phố Mexico) là một lập trình viên mã nguồn mở người Mexico. Anh là người đã khởi đầu hai dự án GNOME và Mono, tác giả của chương trình duyệt tập tin Midnight Commander (là một chương trình có tính năng giống Norton Commander - thường được biết đến ở Việt Nam dưới tên viết tắt NC) đồng thời là người có rất nhiều đóng góp cho hạt nhân Linux. Công ty Ximian của anh cũng là công ty đã phát triển chương trình quản lý nhóm và duyệt thư điện tử nổi tiếng Evolution.
Miguel de Icaza tốt nghiệp khoa toán học tại Universidad Nacional Autónoma de México (Đại học Quốc gia tự quản Mexico), một đại học danh tiếng tại México (đôi lúc còn được gọi là Harvard của Mexico).
Năm 1997, anh được Microsoft mời phỏng vấn để vào làm trong nhóm phát triển Internet Explorer cho Sun SPARC. Theo lời kể của Nat Friedman - một thực tập viên tại Microsoft lúc bấy giờ đồng thời là người đồng sáng lập công ty Ximian sau này, Miguel de Icaza đã sử dụng buổi phóng vấn để cố gắng thuyết phục Microsoft để mở mã nguồn phần mềm. Sau buổi phỏng vấn, Microsoft quyết định không nhận anh vào làm.
Tháng 8 cùng năm, anh bắt đầu dự án GNOME cùng với Federico Mena với mục tiêu làm cho Linux dễ dùng như Windows. Hiện nay GNOME là một trong những dự án phần mềm nguồn mở lớn nhất với hàng nghìn lập trình viên trên khắp thế giới tham gia phát triển. Với GNOME, Miguel de Icaza đã chứng tỏ mình là một lập trình viên xuất sắc cũng như một nhà lãnh đạo bẩm sinh.
Năm 1999, Miguel de Icaza cùng với Nat Friedman thành lập công ty Helix Code, sau này đổi tên thành Ximian, khởi đầu với nhân viên là các lập trình viên trong dự án GNOME. Ximian là công ty đằng sau một trong những bản phân phối Linux tốt nhất và dễ sử dụng nhất lúc bấy giờ - Ximian Linux. Năm 1999 là một trong những năm thành công nhất đối với Miguel de Icaza, ngoài việc thành lập Ximian, anh còn được nhận giải thưởng vì sự phát triển phần mềm miễn phí của tổ chức phần mềm miễn phí quốc tế.
Năm 2000, anh được tạp chí công nghệ MIT bình chọn là một trong 100 nhà phát minh của thế kỷ mới.
Năm 2001, Ximian bắt đầu dự án Mono với mục đích cho phép lập trình viên mã nguồn mở sử dụng môi trường phát triển .NET của Microsoft.
Năm 2003, Ximian được sáp nhập vào Novell. Cùng năm, Miguel de Icaza kết hôn với Maria Laura, một phụ nữ Brasil.